# Сельское поселение «Бадинское»
Се́льское поселе́ние «Бадинское» — муниципальное образование в Хилокском районе Забайкальского края Российской Федерации.
Административный центр — село Бада.

## История
Статус и границы сельского поселения установлены Законом Читинской области от 19 мая 2004 года «Об установлении границ, наименований вновь образованных муниципальных образований и наделении их статусом сельского, городского поселения в Читинской области».

## Население
| 2010  | 2011  | 2012  | 2013  | 2014  | 2015  | 2016  |
| ----- | ----- | ----- | ----- | ----- | ----- | ----- |
| 5164  | ↘5141 | ↘4936 | ↘4799 | ↘4660 | ↘4536 | ↘4449 |
| 2017  | 2018  | 2019  | 2020  | 2021  |       |       |
| ↘4363 | ↘4270 | ↘4213 | ↘4140 | ↘3934 |       |       |

## Состав сельского поселения
| № | Населённый пункт | Тип населённого пункта       | Население |
| - | ---------------- | ---------------------------- | --------- |
| 1 | Бада             | село, административный центр | ↘3524     |
| 2 | Зурун            | село                         | ↘261      |
| 3 | Тэрэпхэн         | село                         | ↘153      |